# 中国科学院水生生物研究所
中国科学院水生生物研究所（英語：Institute of Hydrobiology, Chinese Academy of Sciences），中国科学院早期成立的研究所之一，是“从事内陆水体生命过程、生态环境保护与生物资源利用研究的综合性学术研究机构”。现有在职员工367人，科研人员292人。
该所前身为1930年成立于南京的的国立中央研究院自然历史博物馆，1934年7月自然历史博物馆改名动植物研究所。日本侵华战争爆发后，动植物研究所多次迁移，先后移至湖南衡山、广西阳朔、重庆北碚。1944年5月，动植物研究所分建为动物研究所和植物研究所，侵华战争结束后又迁入上海。1950年中国科学院成立后，动植物研究所和北平研究院动物研究所的部分研究人员在上海合建水生生物研究所。1954年水生生物研究所迁至武汉。
近年来研究所着力于水环境保护、渔业可持续发展等方面的研究，亦主办《水生生物学报》期刊，是国家斑马鱼资源中心的依托机构。